# Enviat especial
Enviat especial (títol original en anglès: Foreign Correspondent) és una pel·lícula estatunidenca d'Alfred Hitchcock estrenada el 1940. És la segona pel·lícula realitzada a Hollywood per Hitchcock després de Rebecca i ha estat doblada al català.

## Argument
Poc abans de la guerra, un periodista estatunidenc, Jones, és enviat a Europa per analitzar-ne la situació. Coneix Van Meer, vell polític neerlandès, signatari d'un tractat d'aliança secret, que els nazis volen conèixer a qualsevol preu. Aquests l'agafen i maten un sòsia al seu lloc. Però Jones descobreix la veritat i surt a la recerca del neerlandès. Els espies són igualment al seu darrere. Deixant els Països Baixos i els seus molins de vent, Jones va a Anglaterra. És acompanyat en la seva fugida per una jove anglesa. A Londres, li presenta el seu pare, Fisher. Aquest, president d'una associació pacifista, és en realitat un agent dels nazis. Procura al periodista un guardaespatlles, que està en realitat encarregat de liquidar-lo. Però Jones se'n surt indemne i, després de nombroses peripècies, troba el polític neerlandès. Mentrestant, es declara la guerra. Fisher aconsegueix agafar un avió amb destinació a Amèrica. Jones es troba al mateix avió. Atacat per un vaixell alemany, l'avió cau en alta mar. Els nàufrags estan sobre un tros d'avió que els serveix de rai, i Fisher se sacrifica llançant-se dins de l'oceà. De tornada a Londres, Jones parla a la ràdio, pronunciant-se amb vehemència contra els bombardejos i la barbàrie nazis, i crida Amèrica a proveir d'armes a Anglaterra.

## Repartiment
| Intèrpret                         | Personatge                        | Veu en català        |
| --------------------------------- | --------------------------------- | -------------------- |
| Joel McCrea                       | Johnny Jones / Huntley Haverstock | Ricard Solans        |
| Herbert Marshall                  | Stephen Fisher                    | Eduard Lluís Muntada |
| Laraine Day                       | Carol Fisher                      | Maria Jesús Lleonart |
| George Sanders                    | Herbert                           | Jesús Ferrer         |
| Robert Benchley                   | Stebbins                          | Alfred Lucchetti     |
| Albert Bassermann                 | Van Meer                          | Felipe Peña          |
| Edmund Gwenn                      | Rowley                            | Isidro Sola          |
| Eduardo Ciannelli                 | M. Krug                           | Ramon Puig           |
| Harry Davenport                   | M. Powers                         | Josep Maria Alarcón  |
| Charles Halton                    | Bradley                           | desconeguda          |
| E.E. Clive (no surt als crèdits)  | M. Naismith                       | desconeguda          |
| Joan Leslie (no surt als crèdits) | germana de Jones                  | desconeguda          |
| Martin Kosleck                    | Tramp                             | Federic Menestral    |
| Frances Carson                    | Sra. Appleby                      | Marta Martorell      |
| Ian Wolfe                         | Stiles                            | Francesc Figuerola   |
| Charles Wagenheim                 | Assassí                           | Fèlix Benito         |
| Emory Parnell                     | Capità de l'USS Mohican           | Eduard Elias         |
| John Burton                       | Locutor                           | Enric Casamitjana    |
| Paul Irving                       | Dr. Williamson                    | Joan Crosas          |

## Al voltant de la pel·lícula
- Cameo de Hitchcock: al minut 13, llegint el diari quan Joel McCrea se'n va de l'hotel.
- L'ortografia del nom de ffolliott (dues f minúscules) no és un error sinó un esnobisme que el personatge, interpretat per George Sanders, explica en l'escena on Jones i ell persegueixen l'assassí de Van Meer.
- L'escena en què Haverstock fuig de l'habitació de l'Hotel Europa, on el tenen retingut. Mentre va per la cornisa, es recolza en els neons trencant les lletres el, de manera que el lluminós que anuncia l'esmentat hotel queda com Hot Europa (Europa calenta), que reflecteix la situació de preguerra en què es troba el continent. Aquesta escena, que el normal és que passi desapercebuda, és una de les genialitats del gran mestre, que ens obliga a estar sempre molt atents a qualsevol detall i ens permet veure les seves pel·lícules un cop i un altre, trobant aspectes no percebuts abans.

## Galeria

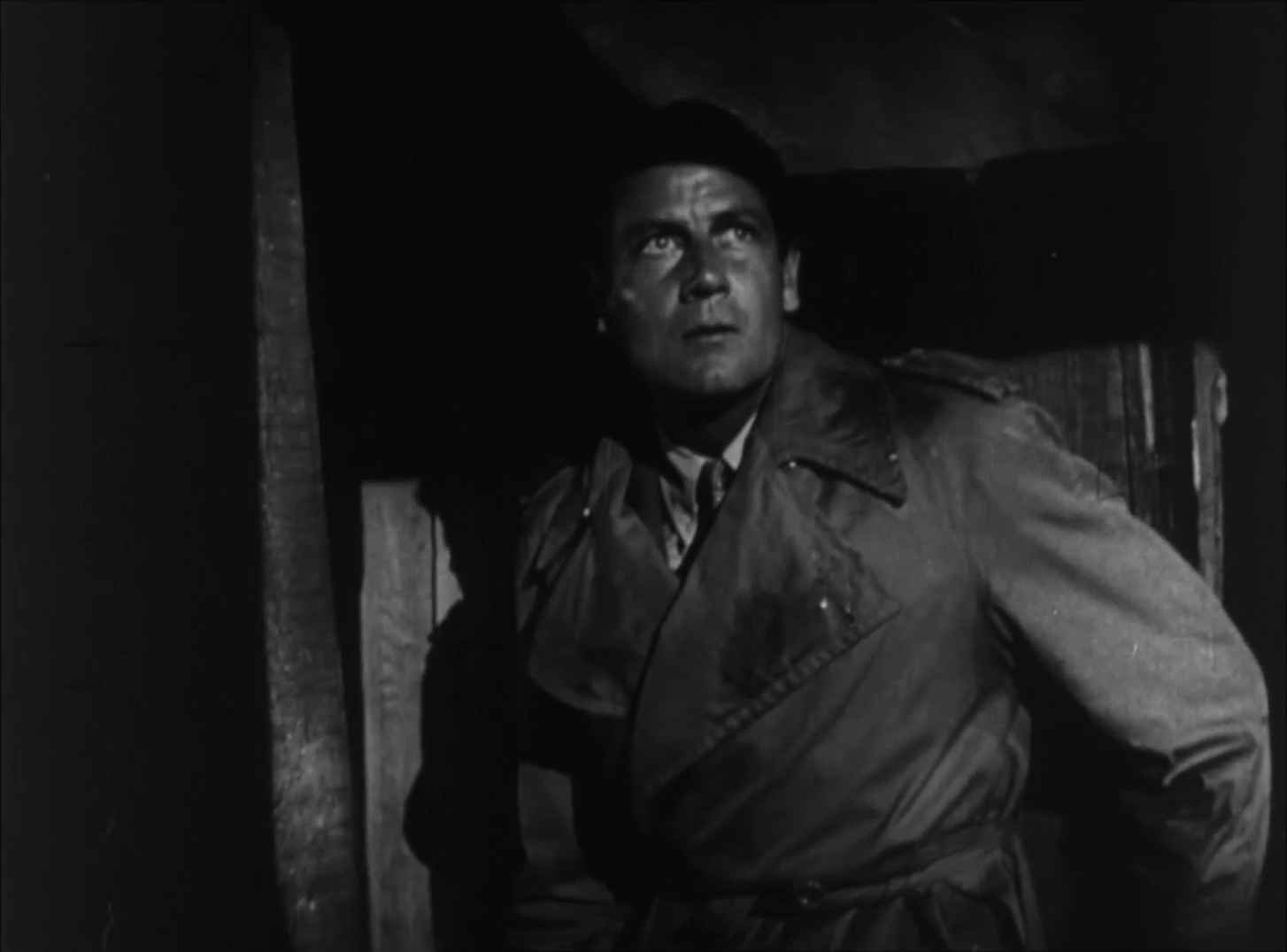
Joel McCrea
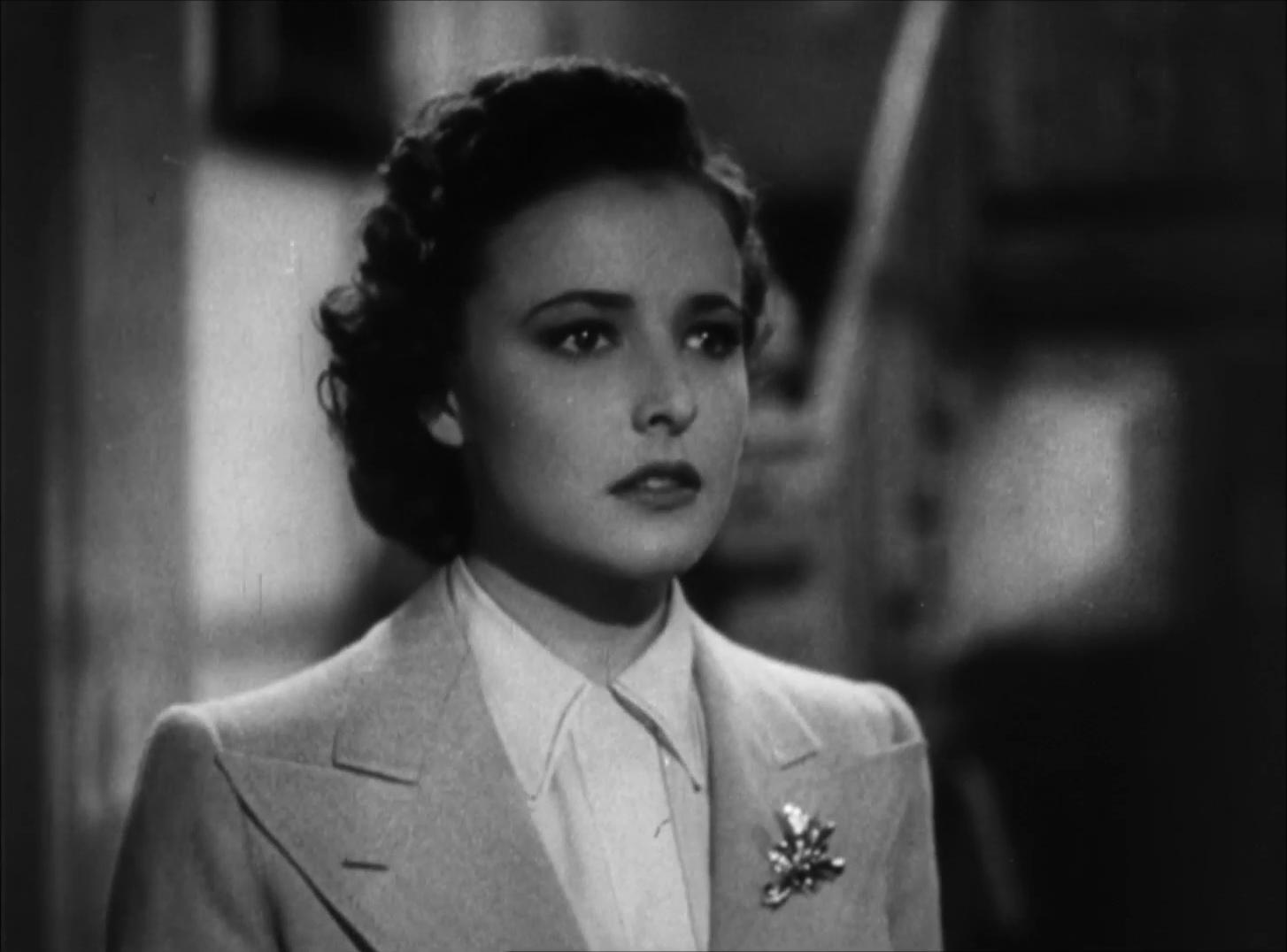
Laraine Day
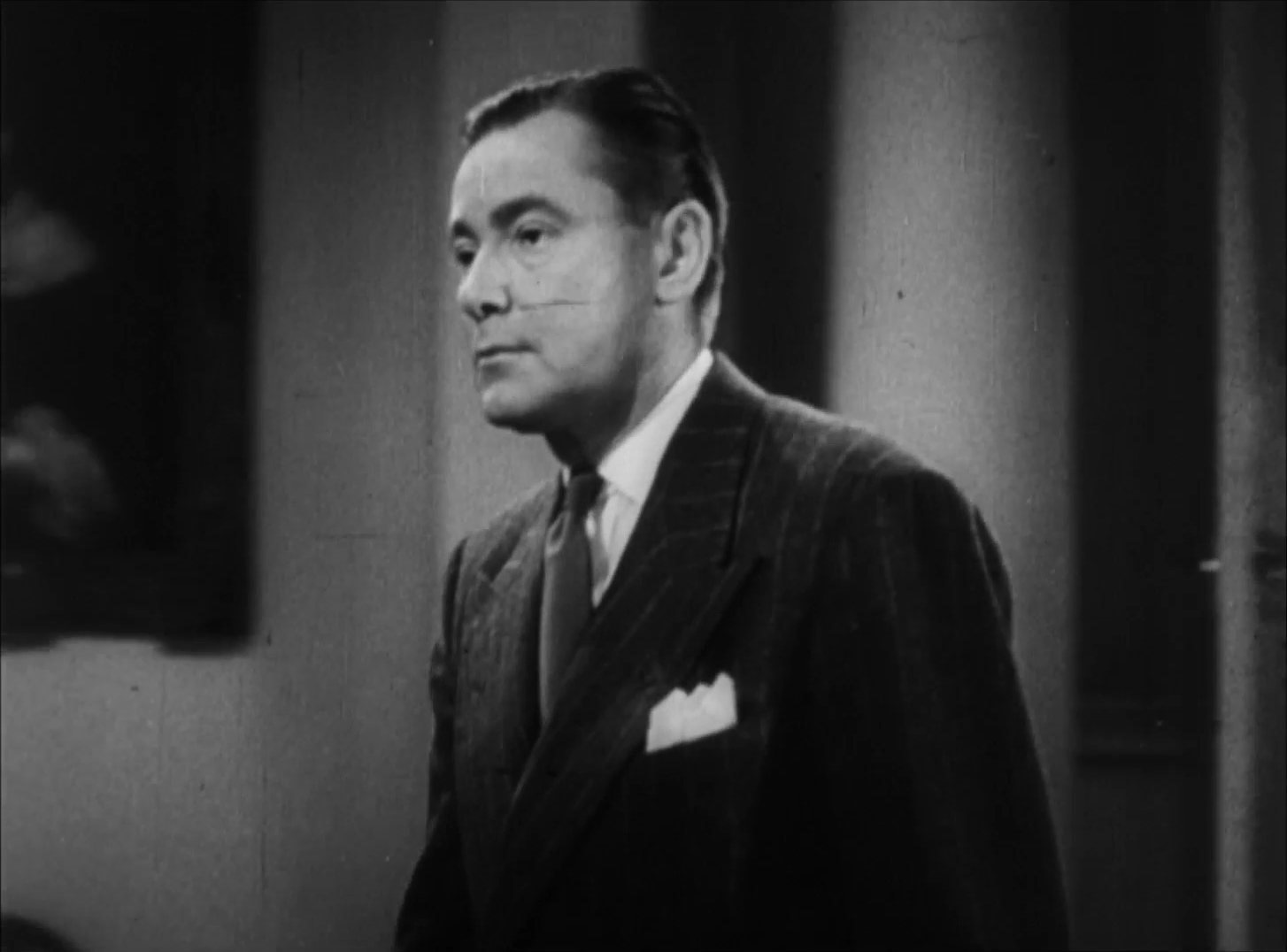
Herbert Marshall
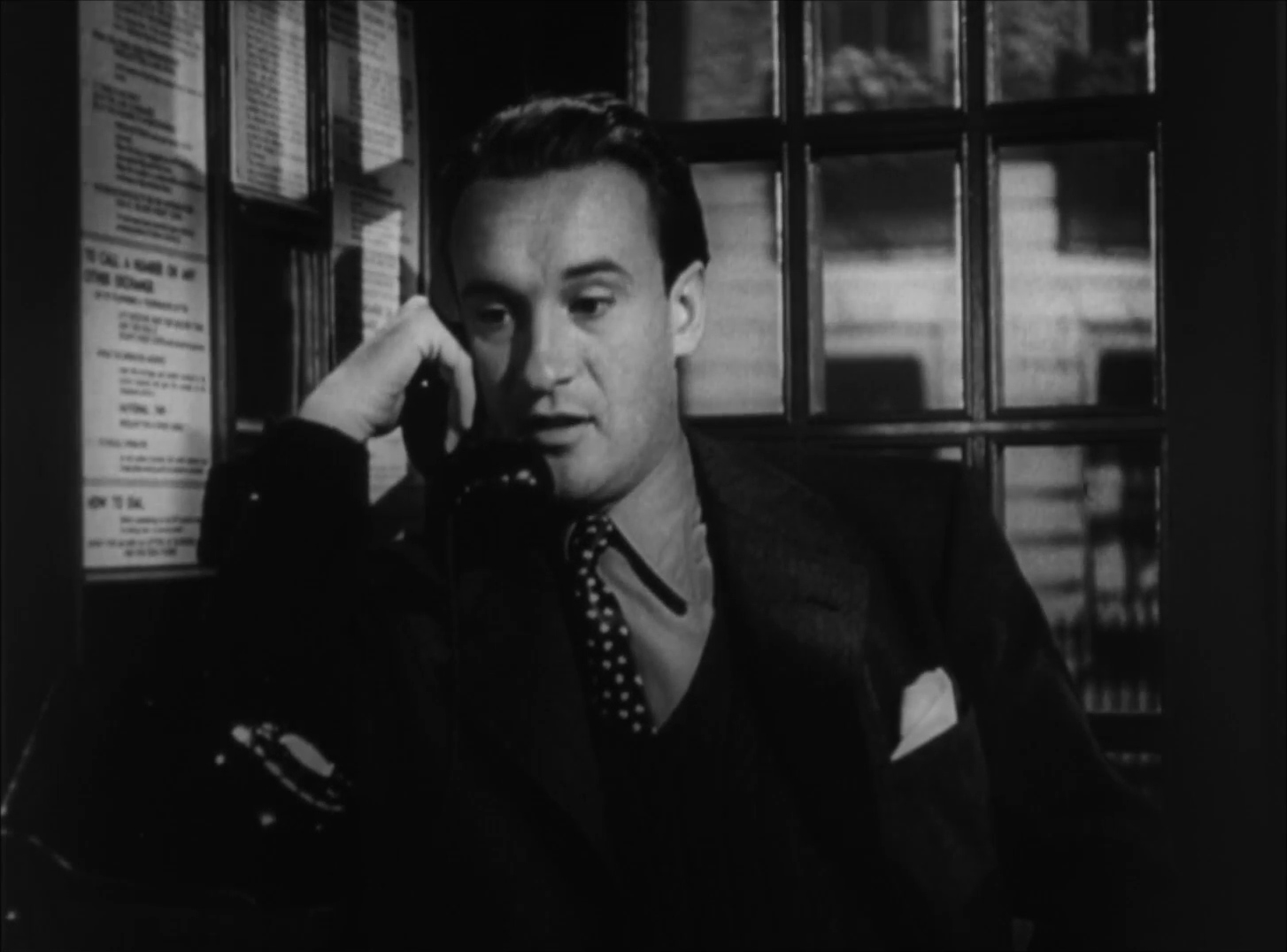
George Sanders